# 飯田德治
飯田徳治（1924年4月6日—2000年6月19日）為日本的棒球選手、教練，出生於神奈川県横浜市。他曾效力於日本職棒福岡軟體銀行鷹等，1963年退休，生涯通算183支全壘打。